# المذينب (المكلا)

تعديل مصدري - تعديل

المذينب هي إحدى قرى عزلة المكلا بمديرية المكلا التابعة لمحافظة حضرموت، بلغ تعداد سكانها 598 نسمة حسب تعداد اليمن لعام 2004.